# Graecopithecus
Graecopithecus (Graecopithecus freybergi) – żyjący ok. 7,175–7,24 mln lat temu wymarły gatunek ssaka naczelnego należący do podrodziny Homininae.
Holotypowa żuchwa została odkryta w 1944 r. przez von Koenigswalda, który pomylił ją z należącym do koczkodanowatych rodzajem Mesopithecus. W pierwszym opisie z 1972 r. von Koenigswald zidentyfikował szczątki jako należące do hominida. Według części badaczy gruba warstwa szkliwa i duże trzonowce sugerują, że jest to ten sam gatunek, co szczątki identyfikowane jako Ouranopithecus (9,6–8,7 mln lat). Część badaczy podkreślała jednak konieczność rozróżniania dwóch rodzajów, wskazując zły stan zachowania szczątków jako uniemożliwiający jednoznaczną identyfikację. W 2012 r. odkryte zostały przedtrzonowce w Azmace, które zidentyfikowano jako należące do Graecopithecus.
Badania zespołu Madelaine Böhme z 2017 r. na żuchwie z Pyrgos (Grecja) i przedtrzonowcu z Azmaki (Bułgaria) wykazały przynależność Graecopithecus do linii rozwojowej ludzi i przesunęły o 200 tysięcy lat oddzielenie tej linii od linii rozwojowej szympansa oraz umieściły to zdarzenie w Europie zamiast w Afryce.
W 2017 r. ogłoszono odkrycie przez Gerarda Gierlińskiego tropów ludzkich na stanowisku na Krecie, datowanych na 5,7 mln lat.